# 1895–1896-os belga labdarúgó-bajnokság (első osztály)
Az 1895–1896-os Jupiler League volt az 1. alkalommal megrendezett, legmagasabb szintű labdarúgó-bajnokság Belgiumban. A szezonban 7 klubcsapat vett részt.
Az első bajnoki trófeát a Liège csapata nyerte meg.

## Tabella
| Hely. | Csapat                     | M  | Gy | D | V  | G+ | G– | Gk  | P  | Továbbjutás vagy kiesés              |
| ----- | -------------------------- | -- | -- | - | -- | -- | -- | --- | -- | ------------------------------------ |
| 1.    | Liège                      | 12 | 9  | 2 | 1  | 32 | 11 | +21 | 20 | A szezon bajnoka                     |
| 2.    | Antwerp                    | 12 | 7  | 0 | 5  | 33 | 13 | +20 | 14 |                                      |
| 3.    | Sporting Club de Bruxelles | 12 | 6  | 1 | 5  | 31 | 30 | +1  | 13 |                                      |
| 4.    | Léopold                    | 12 | 6  | 0 | 6  | 31 | 29 | +2  | 12 |                                      |
| 5.    | Rhodienne-De Hoek          | 12 | 6  | 0 | 6  | 32 | 31 | +1  | 12 |                                      |
| 6.    | Club Brugge                | 12 | 5  | 1 | 6  | 22 | 21 | +1  | 11 | Nem vett részt a következő szezonban |
| 7.    | Union d'Ixelles            | 12 | 1  | 0 | 11 | 5  | 51 | −46 | 2  | Nem vett részt a következő szezonban |